# Rio Selenga
Selenga ou Selenge (em mongol:  Сэлэнгэ мөрөн, Selenge mörön, selenge  significa "para nadar"; em russo:  Селенга, Selenga) é um importante rio que corre pela Mongólia e República de Buryatia, Rússia. Nasce na confluência dos rios Ider e Delgermörön e corre até o Lago Baikal. Seu comprimento é de 992 km (1024 km de acordo com outras fontes), e sua bacia hidrográfica cobre 447 000 km². O Selenga forma parte da cabeceira do rio Ienissei-Angara.
Banha as cidades de Sükhbaatar na Mongólia e Ulan-Ude na Rússia.
O nome da província (aimag) de Selenge, no norte da Mongólia, é derivado do nome deste rio.

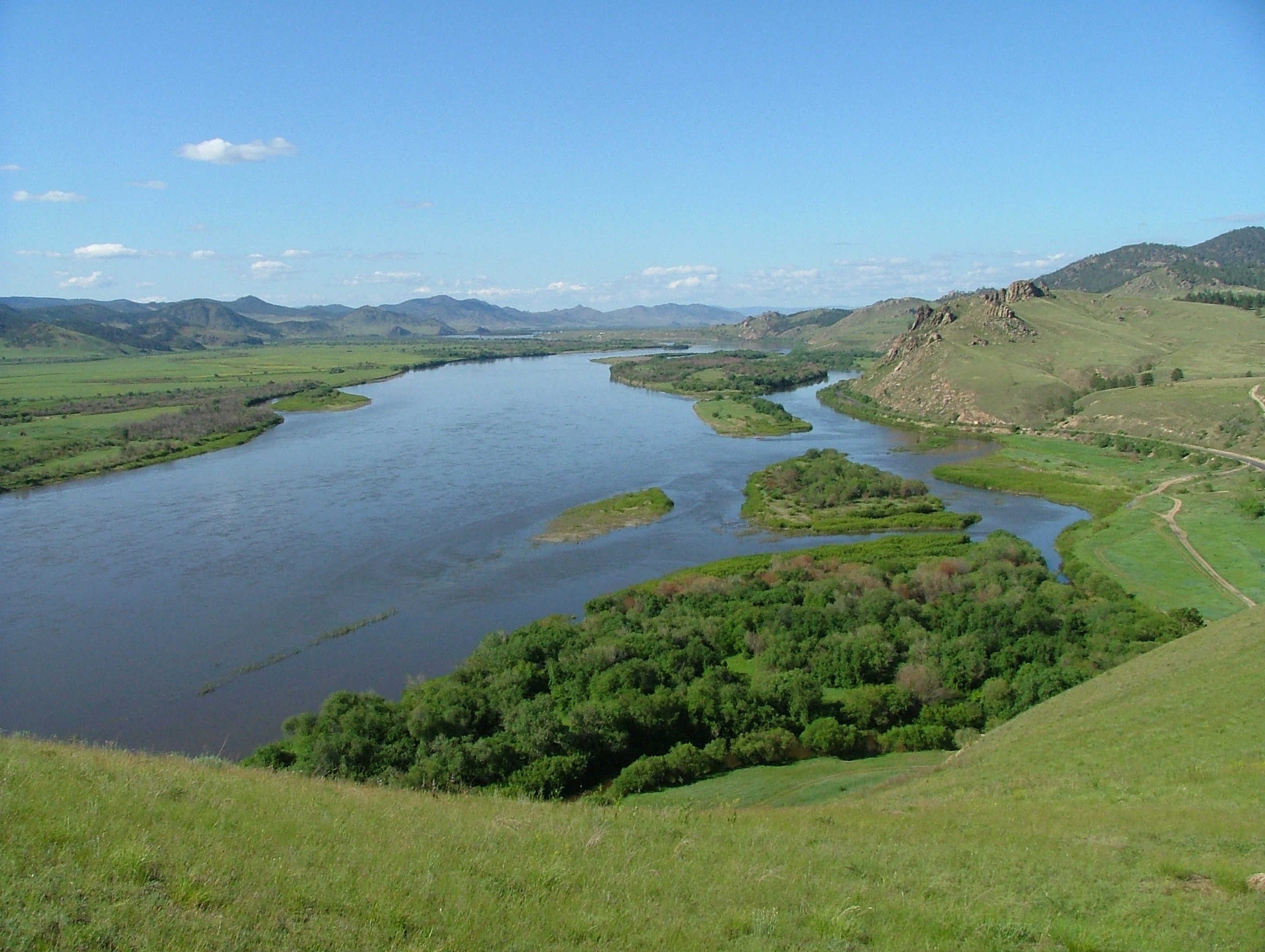
O rio Selenga na Rússia

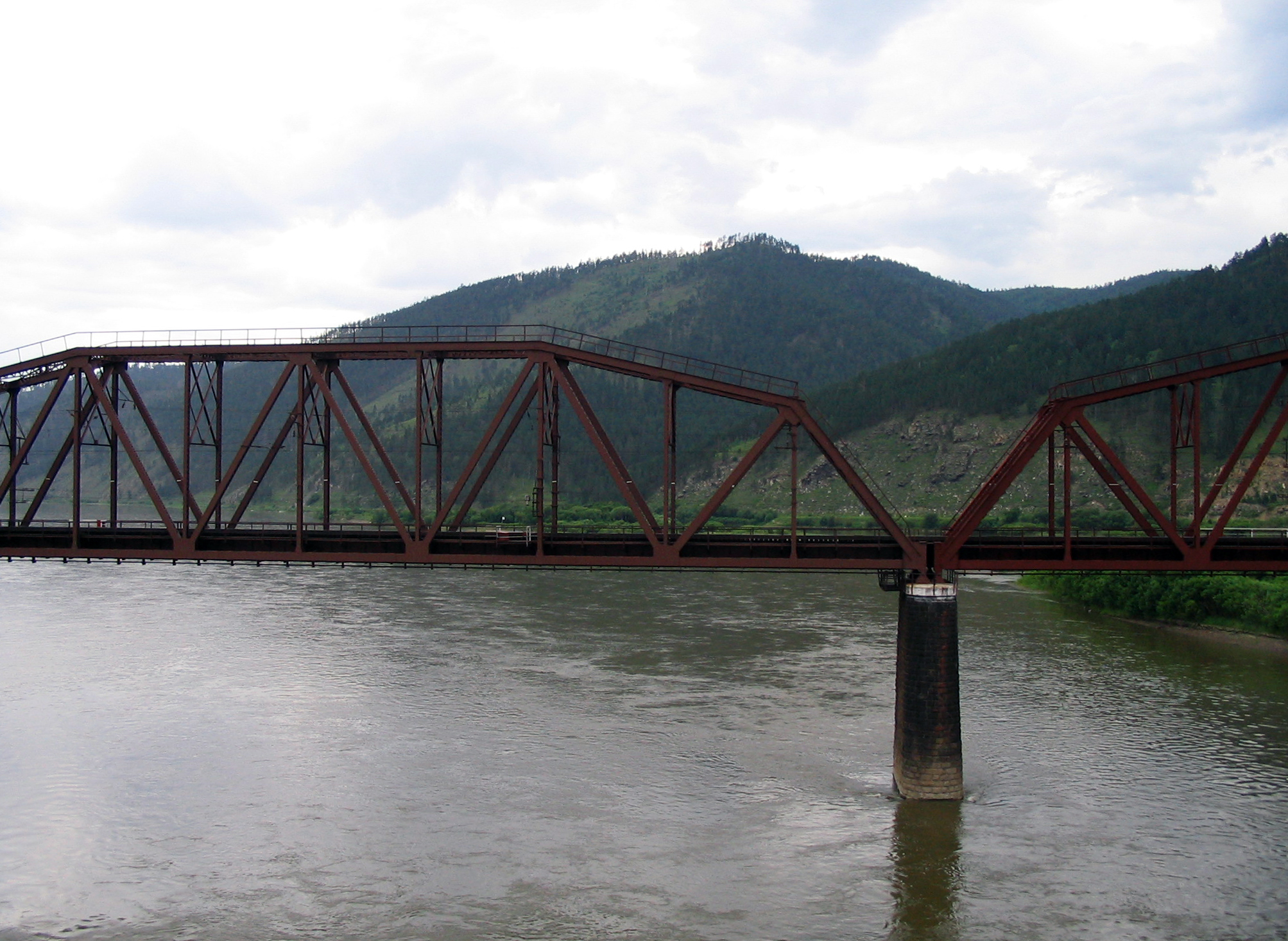
Ponte ferroviária sobre o rio Selenga próximo a Ulan Ude, Rússia.

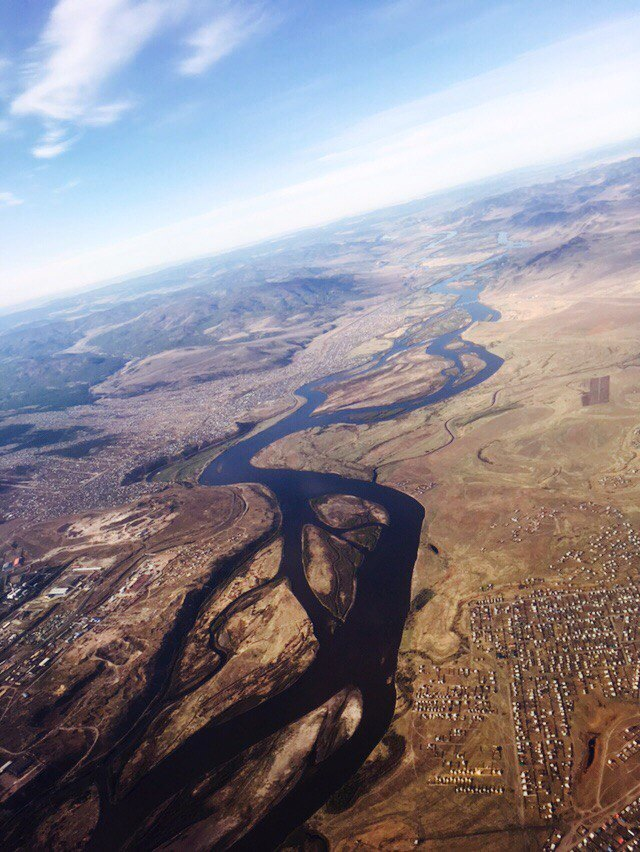
Ilhas e canais no rio Selenga na cidade de Ulan-Ude, Rússia.

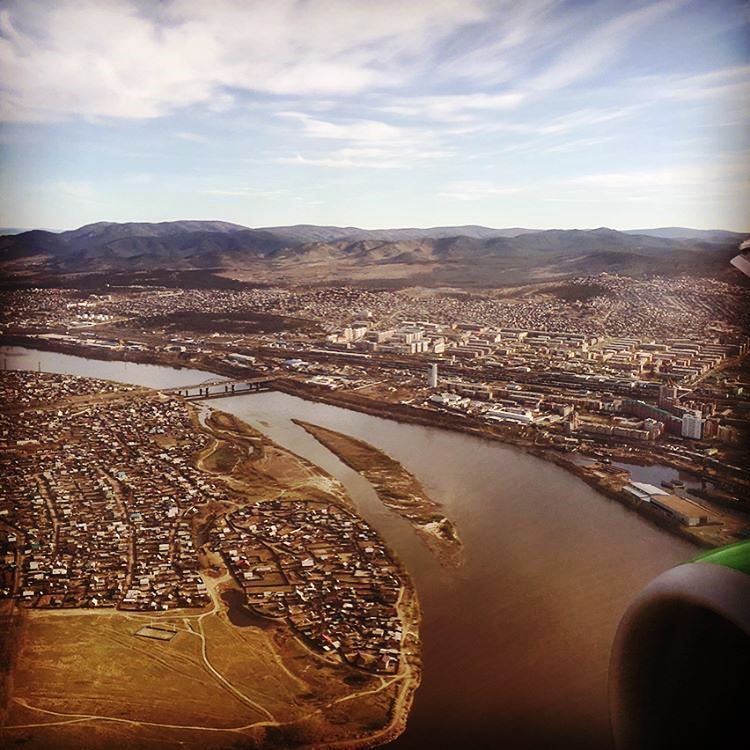
Ponte da estrada através do rio Selenga na cidade de Ulan-Ude